# Ari Stidham
Ari Stidham (Westlake Village, Kalifornia, 1992. augusztus 22. –) amerikai színész.
Legismertebb szerepe Sylvester 'Sly' Dodd a CBS TV csatorna 2014-ben indult Skorpió – Agymenők akcióban című sorozatában.

## Életpályája
Ari Stidham Westlake Village-ben született 1995-ben, askenázi zsidó anyától és szefárd apától. Hamar megszeretett előadni, a szülei zeneszeretetétől ihletve, akik viszont arra bátorították, hogy sportoljon, és egyéb művől mentes tevékenységeket végezzen. Ennek ellenére megtanult zongorázni, gitározni és trombitálni; Dr. Television álnév alatt zenél. A színészkedés mellett rendez és ír is filmeket: az ő nevéhez fűződik a You and Me in the Desert (Én és te a sivatagban) és a Talon's Rant című rövidfilm is.

## Szerepei
| Év        | Magyar cím (Eredeti cím)               | Szerep                                                                                               | Megjegyzés               |
| --------- | -------------------------------------- | --- | ------------------------ |
| 2014-2018 | Skorpió – Agymenők akcióban (Scorpion) | Sylvester 'Sly' Dodd                                                                                 | TV sorozat, 93 epizód    |
| 2017      | - (Noches con Platanito)               | Cecilia Galliano/Lindsey Morgan/Ari Stidham/Haydee Navarra/Priscila Avellaneda/La Maquinaria Norteña | TV sorozat               |
| 2016-2017 | Bizonytalan (Insecure)                 | | TV sorozat, 2 epizód     |
| 2017      | - (Growth: VR)                         | Jack Filo                                                                                            | TV sorozat, epizódszerep |
| 2016      | - (The Meme)                           | Max Bloom                                                                                            | Rövidfilm                |
| 2016      | - (You and Me in the Desert)           | You                                                                                                  | Rövidfilm                |
| 2016      | - (Obituary: A Grave Beginning)        | Lester Catfield / Coach McKinney                                                                     | Csak hang                |
| 2015      | - (Con Man)                            | 1st Class Geek                                                                                       | TV sorozat, 3 epizód     |
| 2013      | Eszementek (The Crazy Ones)            | Ari / Crowd Member                                                                                   | TV sorozat, 2 epizód     |
| 2013      | Mike és Molly (Mike & Molly)           | Henry                                                                                                | TV sorozat, epizódszerep |
| 2012      | - (Kidnap Party)                       | Officer Cellphone                                                                                    |                          |
| 2011      | - (Talon's Rant)                       | |                          |
| 2011      | - (Anyplace)                           | Luke                                                                                                 | Rövidfilm                |
| 2011      | Glee – Sztárok leszünk! (Glee)         | Drunk Kid                                                                                            | TV sorozat, epizódszerep |
| 2010      | - (The Green Family Elbow)             | Bully                                                                                                | Rövidfilm                |
| 2010      | - (Election Day)                       | Ari                                                                                                  | Rövidfilm                |
| 2010      | - (The Whole Truth)                    | Erik                                                                                                 | TV sorozat, epizódszerep |
| 2010      | - (Huge)                               | Ian Schonfeld                                                                                        | TV sorozat, 10 epizód    |
| 2009      | - (Jack's Box)                         | Ari                                                                                                  | Rövidfilm                |